# Bulang (Prambon)
Bulang is een bestuurslaag in het regentschap Sidoarjo van de provincie Oost-Java, Indonesië. Bulang telt 3637 inwoners (volkstelling 2010).